# Крамер, Карл Эдуард
Карл Эдуард Крамер (нем. Karl-Eduard Cramer; 1831, Цюрих — 1901) — ботаник.
В 1861 был избран профессором общей ботаники в Политехникуме на место Негели; при Политехникуме Крамер устроил физиологический институт. В 1882 был назначен директором цюрихского ботанического сада.
Из сочинений Крамера наиболее известны:
- «Pflanzen — physiologische Untersuchungen» (Цюрих, 1855—1858);

работы, написанные совместно с Негели:
- «Botanische Beiträge» (Цюрих, 1855; mit 8 Taf.);
- «Untersuchungen über die Ceramiaceen» (Цюрих, 1863, mit 13 Taf.);
- «Über Pflanzenarchetectonik» (Цюрих, 1860);
- «Bildungsabweichungen bei einigen wichtigen Pflanzenfamilien» (Цюрих, 1864; с 16 табл.).